# Gerald Preinfalk

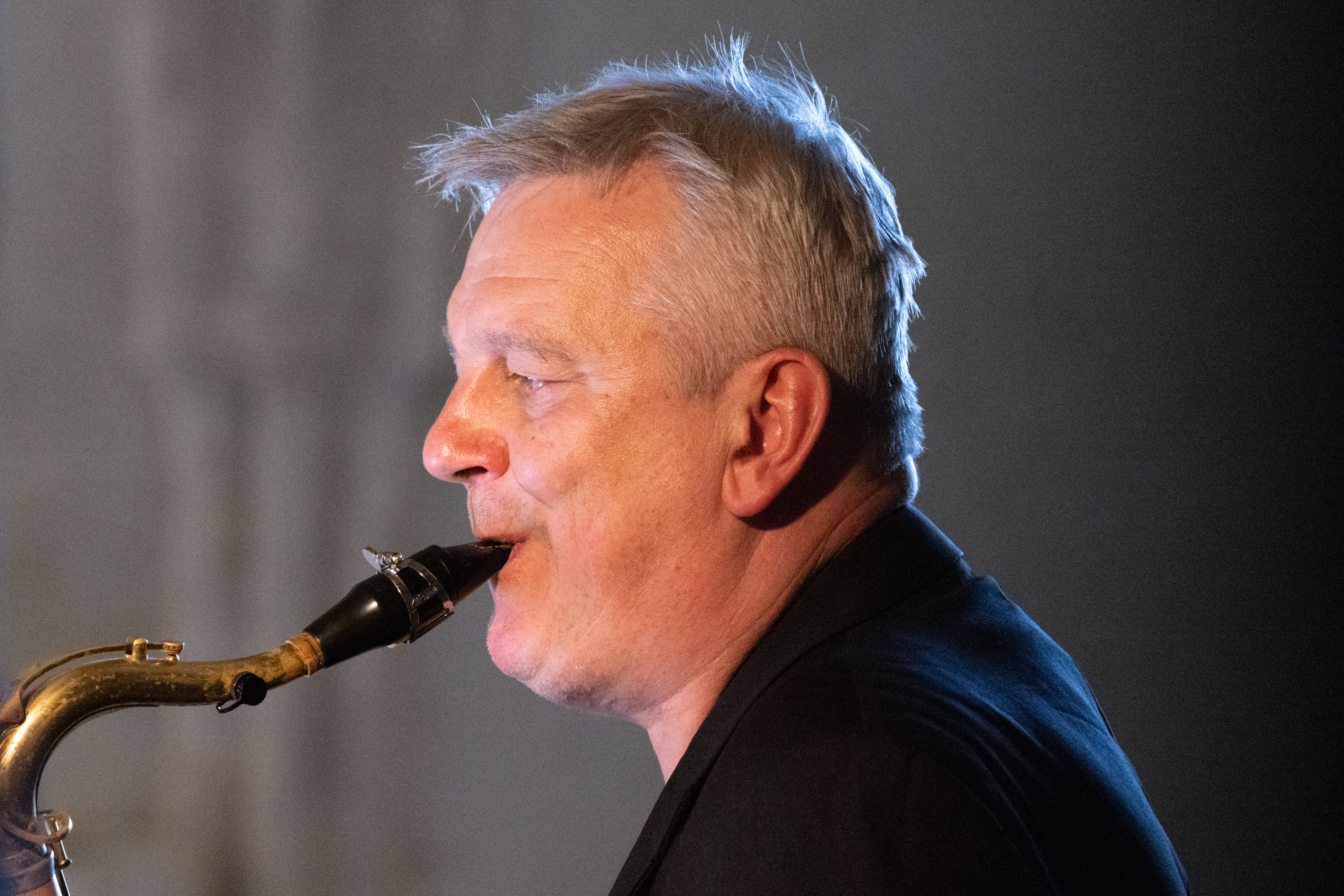
Gerald Preinfalk (2023)

Gerald Franz Preinfalk (* 9. Juni 1971 in Freistadt/Oberösterreich) ist ein österreichischer Saxophonist, Klarinettist, Flötist und Komponist, der im Jazzbereich und in der Klassik zu Hause und tätig ist.

## Leben und Wirken
Gerald Preinfalk begann im Alter von neun Jahren mit dem Klarinettenunterricht bei Mathias Kreischer an der Musikschule Freistadt,  bevor er mit 15 Jahren zum Saxophon wechselte. Im Jahr 1990 begann er das Instrumentalstudium an der Universität für Musik und darstellende Kunst Wien bei Otto Vhrovnik und Wolfgang Puschnig. Im Jahr 1993 setzte er seine Studien am Berklee College of Music bei George Garzone fort; in Paris studierte er 1998 klassisches Saxophon bei Serge Bertocchi.
Seit 2000 ist Preinfalk Mitglied des Klangforum Wien. Gastspiele führten ihn zu Orchestern wie dem Radio-Symphonieorchester Wien, der Staatsphilharmonie Rheinland-Pfalz und dem Staatsorchester Stuttgart; auch trat er als Interpret Neuer Musik mit dem ensemble xx. jahrhundert und dem Ensemble Kontrapunkte auf. Bernhard Lang schrieb für Preinfalk ein Solokonzert mit den Wiener Symphonikern, Roland Freisitzer (2011) und Norbert Sterk (2010) komponierten für ihn kammermusikalische Werke.
Im Jazzgenre spielte er mit Django Bates, Peter Madsen, Don Byron, Terry Bozzio, Alex Machacek, Georg Breinschmid, Harri Stojka, dem Flip Philipp – Ed Partyka Dectet und der Yodelgroup von Christian Muthspiel. Er gehörte zu Bigbands wie Nouvelle Cuisine, dem Upper Austrian Jazz Orchestra, der Jazz Big Band Graz und dem Vienna Art Orchestra. Eigene Musikprojekte Preinfalks waren das „Paier/Preinfalk Project“ mit Klaus Paier (2000), „More than Tango“ und „Saion“ (2004), „Tan Go Go“ (2005) sowie die „Giuffre Zone“, in der er mit Christoph Cech und Per Mathisen die Musik Jimmy Giuffres interpretierte. Die meisten dieser Projekte sind auf Tonträger dokumentiert. Seit 2007 trat er auch im Duo mit dem brasilianischen Gitarristen Alegre Corrêa auf, welches gelegentlich in verschiedenen Besetzungen erweitert wurde. Als Studiomusiker wirkte er auch mit Willi Resetarits und Maria Bill. Ferner arbeitete er mit Savina Yannatou, Lucía Pulido, Kurt Ostbahn und Krzysztof Dobrek. Tom Lord listet 34 Aufnahmen zwischen 1993 und 2017 im Bereich des Jazz.
Daneben wirkte Preinfalk auch als Theaterkomponist: Für das Wiener Volkstheater schrieb er die Musik zu Peer Gynt, Hiob und Du bleibst bei mir – jeweils in der Regie von Michael Sturminger. Auch arrangierte er jüdische Lieder mit Texten von 1952 unter Stalin ermordeten Dichtern („Moscow 52“, „Bukovina III“).
Im Jahr 2011 wurde Gerald Preinfalk als Universitäts-Professor für klassisches Saxophon an die Kunstuniversität Graz berufen.

## Auszeichnungen
- 2001: Hans-Koller-Preis als „Newcomer des Jahres“ im Jazzgenre[3]

## Diskografie (Auswahl)

### Alben
- More Than Tango (2000)[1]
- Guiffre Zone – gemeinsam mit Christoph Cech und Per Mathisen (2006)[1]
- Art of Duo – gemeinsam mit Iren Selejo, Alegre Corrêa, Wolfgang Muthspiel, Per Mathisen, Christoph Cech, Fabian Rucker, Harri Stojka (2014)[1]
- Gemeos – gemeinsam mit A. Corrêa 2015

### Als Sideman
- Third Movement – Citymoves (1995)[1]
- Nouvelle Cuisine – Ultimate Sentences (1998)[1]
- Christian Mühlbacher – Chamber Jungle (1998)[1]
- Maria Bill – Maria Bill singt Jacques Brel (2001)[1]
- Miki Skuta – Identity (2002)[1]
- Paul Urbanek – Stream Five – „Hommage to Hans Koller“ (2004)[1]
- Robert Bachner Bigband – Moments of Noise (2006)[1]